# Goniopteroloba
Goniopteroloba is een geslacht van vlinders van de familie spanners (Geometridae), uit de onderfamilie Larentiinae.

## Soorten[1]
- G. biconcava Prout, 1958
- G. biconjuncta Prout, 1926
- G. carigodes Prout, 1931
- G. conjuncta Warren, 1897
- G. fuscata Warren, 1897
- G. pallida Warren, 1902
- G. sinuosa Warren, 1895
- G. solivaga Prout, 1932
- G. zalska Swinhoe, 1894